# 香肌峡県立自然公園
香肌峡県立自然公園（かはだきょうけんりつしぜんこうえん）は、三重県中勢地域西部の県立自然公園。1953年（昭和28年）10月1日に三重県が指定し、公園面積は31,262 haである。

## 概要
櫛田川の上・中流域を主体とする。自然公園の名前「香肌峡」とは櫛田川の松阪市大石町付近より上流約40 kmの区間を指す峡谷で、河川沿いで獲れる茶・シイタケ・アユなどの産品がいずれも上質で香り高いことが地名の由来とされる。
2003年（平成15年）の観光入込客数は58万8千人であった。
2014年（平成26年）3月24日、香肌峡県立自然公園の公園計画が策定された。

## 関係市町村
- 松阪市
- 多気郡多気町

## 主な観光地
峡谷の原生林は春の新緑と秋の紅葉が見どころで、シャクナゲやツツジなどの花も見ることができる。サル、シカ、カモシカ、ムササビなどの野生動物が生息する。
- 櫛田川渓流
- 香肌峡 - 特に源流部の飯高町波瀬付近は奥香肌峡と呼ばれ、特に美しいとされる[3]。
- 台高山脈